# 罗伯特·特雷勒
罗伯特·德肖恩·特雷勒（英語：Robert DeShaun "Tractor" Traylor，1977年2月1日—2011年5月11日）是一名已故美國職業籃球運動員。位置為大前鋒及中鋒。

## 球員生涯
罗伯特·特雷勒的身高只有2.03公尺，體重卻達到了129公斤，讓他獲得了「拖拉機」的外號（英語: Tractor，剛好與其姓氏Traylor諧音）。1995年，他入選了麥當勞全美明星賽，高中畢業後進入密西根大學。大三時期，特雷勒場均可以得到16分，10籃板，命中率達58%。
特雷勒於1998年NBA选秀第一輪第六順位被達拉斯小牛隊所選，之後他被交易至密爾沃基雄鹿隊，換到德克·諾維茨基和帕特·加里蒂。但是進入NBA後，他未能再複製大學時期的優異成績，過重的體重影響了他的速度與體力，04-05賽季還接受了心臟手術。最終只在NBA打了7個賽季，場均4.8分3.7籃板。由於當初他的交易對象德克·諾維茨基最終成了明星球員，因此這筆交易之後也被評為NBA史上最不對等的交易之一。
離開了NBA後，特雷勒轉而前往海外聯賽打球，包括土耳其、義大利、墨西哥與波多黎各的聯賽。

## 逝世
2011年5月11日，特雷勒被發現逝世於波多黎各的住處，年僅34歲。判斷死因為心臟病。

## 外部連結
- .   [May 4, 2007]. （原始内容存档于April 7, 2005）.
- Robert Traylor於Basketball-Reference.com （页面存档备份，存于）